# Tetradenia
Genre
Synonymes
- Iboza N. E. Br.[1]

Tetradenia est un genre de plantes à fleurs originaire d'Afrique (Madagascar incluse), appartenant à la famille des Lamiaceae, décrite pour la première fois en 1830.
Ce genre comprend notamment le faux patchouli (Tetradenia riparia).

## Liste d'espèces
- Tetradenia bainesii (N.E. Br.) Phillipson & C. Steyn - Zimbabwe, Mozambique, Swaziland, KwaZulu-Natal
- Tetradenia barberae Codd - Province du Cap
- Tetradenia brevispicata Codd - Zimbabwe, Namibia, Botswana, Transvaal
- Tetradenia clementiana Phillipson - Madagascar
- Tetradenia cordata Phillipson - Madagascar
- Tetradenia discolor Phillipson - Zambie, Zaïre, Zimbabwe, Malawi, Tanzanie
- Tetradenia falafa Phillipson - Madagascar
- Tetradenia fruticosa Benth. - Madagascar
- Tetradenia galpinii (N.E. Br.) - sud-est de l'Afrique de la Tanzanie au Swaziland
- Tetradenia goudotii Briq. - Madagascar
- Tetradenia herbacea Phillipson - Madagascar
- Tetradenia hildeana Phillipson - Madagascar
- Tetradenia hildebrandtii Briq. - syn. de Tetradenia fruticosa Benth.[3]
- Tetradenia isaloensis Phillipson - Madagascar
- Tetradenia kaokoensis Van Jaarsv. & A.E. van Wyk - Namibie
- Tetradenia multiflora (Benth.) Phillipson - Éthiopie
- Tetradenia nervosa Codd - Madagascar
- Tetradenia riparia (Hochst.) Codd - sud de l'Afrique de l'Angola et du Malawi au Swaziland
- Tetradenia tanganyikae Phillipson - Malawi, Tanzanie, Zambie
- Tetradenia tuberosa T.J. Edwards - KwaZulu-Natal
- Tetradenia urticifolia (Baker) Phillipson - Est et centre de l'Afrique du Soudan et de l'Érythrée au Zaïre et à la Tanzanie